# Che-pi
Che-pi fou kan dels turcs orientals del 609 o 611, en què va succeir al seu pare T'ou-li quan va morir, fins al 619. El 615, després de la desastrosa campanya de la dinastia Sui a Corea (612-614) es va revoltar i va estar a punt de capturar a l'emperador Yang-ti a la fortalesa de Yenmen al nord-oest de Shansi. La dinastia Sui es va extingir de fet el 618 durant les guerres civils del 616 al 621 que van donar pas a la dinastia Tang. Vers el 619 (o 620) el va succeir Hie-li.
Un Che-pi, probablement una persona diferent es va posar al davant de les hordes turques al massís de l'Altai el 630 contra els xinesos que havien ocupat el kanat, i va resistir fins al 649.